# Ōbu
Ōbu (大府市 Ōbu-shi?) este un municipiu din Japonia, prefectura Aichi.